# سعادة (لقب)

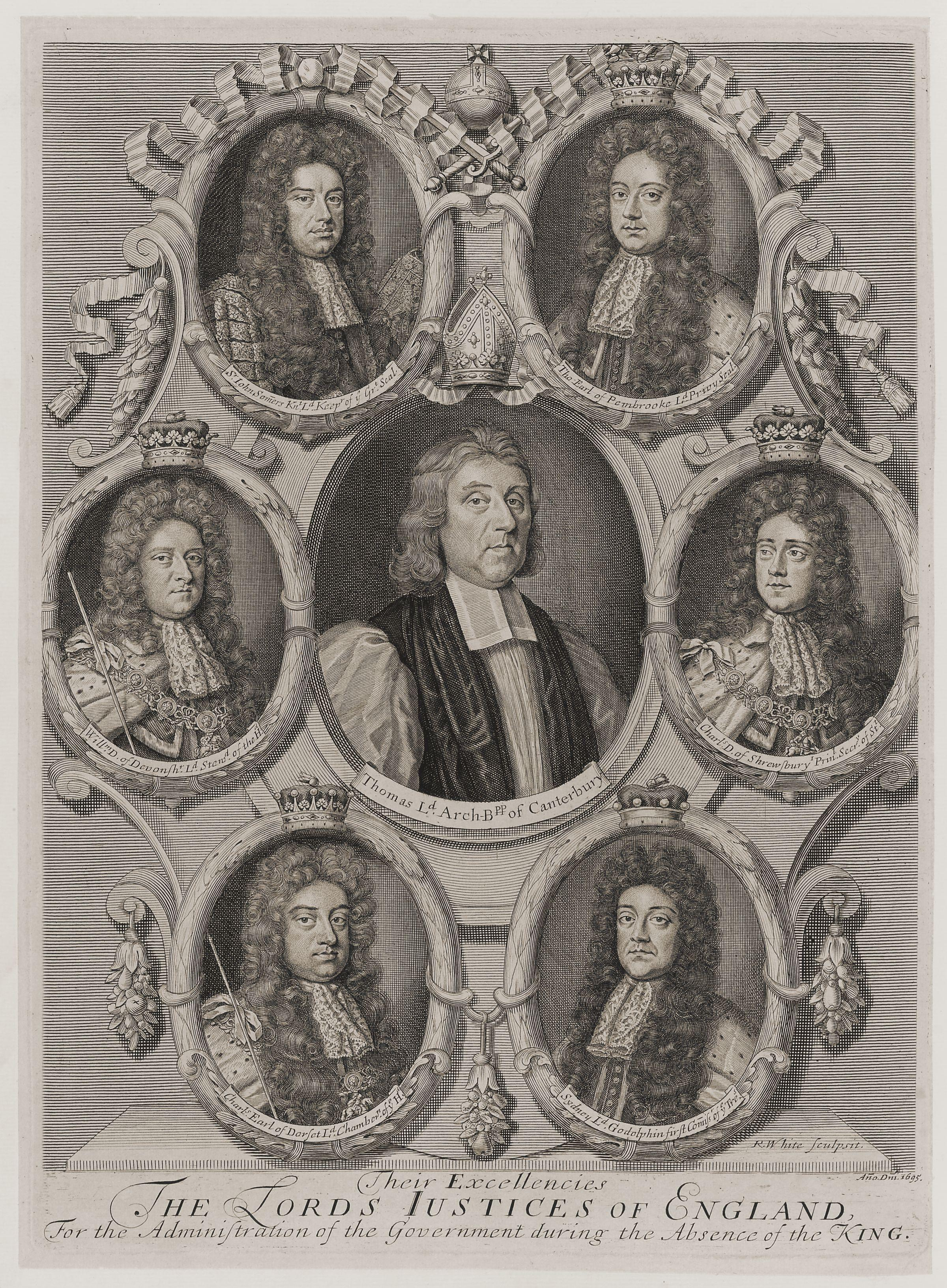

سعادة هو لقب يمنح لأشخاص في مراكز رفيعة في مؤسسة أو دولة، وهو شائع الاستخدام في الألقاب الدبلوماسية.

## دولة الرئيس
يحتمل أن لقب دولة الرئيس مختصر لكلمة صاحب الدولة مثل صاحب السعادة وصاحب السمو.